# Вех (острво)
Вех острво је мало активно вулканско острво северозападно од Суматре. Првобитно је било повезано са копном Суматре али је морем одвојено од њега након последње снажне ерупције вулкана у плеистоценом периоду. Острво се налази у Андаманском мору и представља најсеверније острво Индонезије. Највећи град на Веху је Сабанг.
Острво је познато по својим екосистемима. Влада Индонезије заштитила је 60 km² острва и море око њега као област у којем живе неколико примерака ретких животињских и биљних врста. У водама око острва станује Megachasma pelagios, угрожена врста ајкула, а у Веховим шумама распрострањена је посебна врста жабе Bufo valhallae. Корални гребен око острва је препознатљив по бројним рибљим врстама.

## Становништво
Острво Вех део је провинције Аћех. По попису из 1993. године на острву је живело 24.700 становника. Већина њих изјаснили су се као припадници народа Аћеха док су остали припадници народа Минангкабау, Јаванци, Батаки и Кинези. Није познато ко су први становници острва.
Најзаступљенија религија је ислам, али међу становницима има и верника будизма и хришћанства.
Земљотресом из 2004. који је 26. децембра погодио Андаманско море са 9.0 степена Рихтерове скале, имао је мали утицај на острво. Иако је у Индонезији тада погинуло око 130.000 људи није забележено колико их је настрадало на Веху.